# Barnard-Medaille
Die Barnard-Medaille für verdienstvolle Leistungen in der Wissenschaft (im Original: Barnard Medal for Meritorious Service to Science) wird alle fünf Jahre von der Columbia University in the City of New York verliehen.
Der Biograph J. N. Howard formulierte 1967 zur Barnard-Medaille: „Es ist ein größeres Stück Gold, aber sicherlich nicht ganz so bekannt, wie der Nobel-Preis.“
Diese Auszeichnung ist nicht zu verwechseln mit der Barnard Medal of Distinction, der höchsten Auszeichnung des Barnard College, New York.

## Entstehung und Ziel
Frederick Augustus Porter Barnard (* 5. Mai 1809; † 27. April 1889) war amerikanischer Natur- und Erziehungswissenschaftler. 1864 wurde er der zehnte Präsident der Columbia University.
In seinem Testament verfügte er die Etablierung einer Medaille für besondere Verdienste an der Wissenschaft.

Die Medaille aus Gold möge „nicht weniger als 200$ kosten“ und als Barnard Medal for Meritorious Service to Science bekannt werden. Die Medaille möge an jene gehen, ob US-Bürger oder aus jedem anderen Lande, die im Zeitraum der jeweils vergangenen fünf Jahre eine Entdeckung im Bereich der Physik oder Astronomie gemacht oder ungewöhnliche Anwendung von Wissenschaft zum Nutzen der Menschheit entdeckt haben.
Zu diesem Zwecke wurde ein Anlagefonds gegründet. Bevollmächtigter des Bernard-Medal-Anlagefonds ist ein Komitee der Columbia University.

## Nominierung und Auswahl
Das Prozedere schreibt vor, dass die National Academy of Sciences (deutsch: US-amerikanische Akademie der Wissenschaften) den geeignetsten Kandidaten vorschlägt. Der Kandidat wird dann von den Bevollmächtigten der Columbia University geprüft, die bei Zustimmung die Medaille verleihen.

## Gestaltung
Die Medaille wurde 1894 in New York von Tiffany & Co. kreiert. Sie ist rund und hat einen Durchmesser von 75 mm. Auf der Vorderseite ziert sie die Figur der Columbia, die einen Lorbeerkranz und eine Öllampe hält, umgeben von zwei Flussgottheiten.
Barnard hat verfügt, sie möge auf der Vorderseite die Inschrift tragen: „Magna est veritas“ (deutsch: Groß ist die Wahrheit), auf der Rückseite: „Deo optimo maximo, gloria in excelsis.“ (deutsch: Dem großen Herren sei Ehre in der Höhe)

## Komitee-Mitglieder
- 1891–1893: Charles Frederick Chandler, E. S. Dana, Lewis Boss, George Brown Goode, J. P. Cooke[1]
- 1894–1895: C. F. Chandler, E. S. Dana, Lewis Boss, G. Brown Goode, Cyrus Ballou Comstock[1]
- 1896–1898: C. F. Chandler, E. S. Dana, Lewis Boss, C. B. Comstock[1]
- 1899–1900: John Shaw Billings[5], Ogden Nicholas Rood, Henry Pickering Bowditch, C. L. Jackson, Seth Carlo Chandler, Simon Newcomb, Henry Augustus Rowland[1]
- 1901: J. S. Billings, H. P. Bowditch, S. C. Chandler, O. N. Rood, C. L. Jackson, S. Newcomb[1]
- 1902–1903: J. S. Billings, H. P. Bowditch, S. C. Chandler, C. L. Jackson, S. Newcomb, William Sellers[1]
- 1904: J. S. Billings, H. P. Bowditch, S. C. Chandler, C. L. Jackson, S. Newcomb[1]
- 1905–1908: J. S. Billings, H. P. Bowditch, S. C. Chandler, C. L. Jackson, S. Newcomb, Edward Leamington Nichols[1]
- 1934: Willis R. Whitney (Vorsitzender), Arthur L. Day, William Wallace Campbell, Bergen Davis, Richard Chace Tolman
- 1960: Glenn Theodore Seaborg (Vorsitzender), Isidor Isaac Rabi, Alfred N. Richards, Bruno Rossi, Vesto Slipher

## Gewinner
- 1895: John William Strutt, 3. Baron Rayleigh,[6] William Ramsay[7]
- 1900: Wilhelm Conrad Röntgen[8]
- 1905: Henri Becquerel[8]
- 1910: Ernest Rutherford[9]
- 1914: William Henry Bragg, William Lawrence Bragg[8]
- 1921: Albert Einstein[8]
- 1925: Niels Bohr[8]
- 1930: Werner Heisenberg[8]
- 1935: Edwin Hubble[8]
- 1940: Frédéric Joliot-Curie, Irène Curie[8]
- 1945: nicht verliehen
- 1950: Enrico Fermi[8]
- 1955: Merle Antony Tuve[8]
- 1960: Isidor Isaac Rabi[8]
- 1965: William Alfred Fowler[8]
- 1970: nicht verliehen
- 1975: Louis Plack Hammett
- 1980: André Weil
- 1985: Benoît Mandelbrot[10]
- 1990: nicht verliehen
- 1995: nicht verliehen
- 2000: nicht verliehen
- 2005: nicht verliehen
- 2010: nicht verliehen
- 2015: nicht verliehen